# Ribécourt-Dreslincourt
Ribécourt-Dreslincourt è un comune francese di 4 194 abitanti situato nel dipartimento dell'Oise della regione dell'Alta Francia.

## Società

### Evoluzione demografica
Abitanti censiti